# Adolf Kunkel
Adolf Kunkel (ur. 24 grudnia 1886 w Lubece, zm. ?) – niemiecki bibliotekarz, historyk sztuki i filolog. Dwukrotnie dyrektor Biblioteki Raczyńskich w Poznaniu.

## Życiorys
Absolwent Uniwersytetu w Getyndze (germanistyka i historia sztuki). Po przyjeździe do Poznania nauczał w Gimnazjum Bergera. Porządkował także w tym czasie księgozbiór Biblioteki Niemieckiego Towarzystwa Historycznego. Dwukrotnie obejmował stanowisko dyrektora Biblioteki Raczyńskich: w 1916, a potem w latach 1918-1919. Przerwa spowodowana była pracą w miejskiej bibliotece w Lubece.